# Mustafa Bešić
Mustafa Bešić (Sanski Most, 12 marzo 1961) è un ex hockeista su ghiaccio sloveno di origine bosniaca.
Bešić ha gareggiato per la squadra nazionale jugoslava ai Giochi Olimpici del 1984 a Sarajevo e in quattro campionati del mondo. Si è affermato nel club HK Acroni Jesenice e ha giocato la maggior parte della sua carriera nel campionato italiano, principalmente nel Fassa, con il quale ha giocato la finale scudetto nel 1989, ma in seguito anche nel Bolzano e nell'Asiago. Dopo una pausa di quattro anni senza attività, ha chiuso la carriera nella serie B italiana, tra Fiemme e Bressanone.